# Cryptothecia
Cryptothecia is een geslacht van schimmels behorend tot de familie Arthoniaceae. De typesoort is Cryptothecia subnidulans.

## Soorten
Volgens Index Fungorum bevat het geslacht 38 soorten (peildatum december 2023):
| Soortnaam                          | Auteur(s)                            | Publicatiejaar |
| ---------------------------------- | ------------------------------------ | -------------- |
| Cryptothecia alboglauca            | Jagad. Ram, G.P. Sinha & Kr.P. Singh | 2009           |
| Cryptothecia albomaculans          | Jagadeesh & G.P. Sinha               | 2016           |
| Cryptothecia albomaculatella       | Aptroot & Wolseley                   | 2009           |
| Cryptothecia aleurinoides          | Aptroot & Wolseley                   | 2009           |
| Cryptothecia atropunctata          | G. Thor                              | 1997           |
| Cryptothecia austrocoreana         | J.J. Woo, Lőkös, Farkas & Hur        | 2017           |
| Cryptothecia bengalensis           | Jagad. Ram, G.P. Sinha & Kr.P. Singh | 2009           |
| Cryptothecia calusarum             | Seavey & J. Seavey                   | 2017           |
| Cryptothecia chamelensis           | Herrera-Camp., Bautista & Lücking    | 2019           |
| Cryptothecia darwiniana            | Bungartz & Elix                      | 2013           |
| Cryptothecia duplofluorescens      | Aptroot & M.F. Souza                 | 2021           |
| Cryptothecia elata                 | Jagadeesh & G.P. Sinha               | 2016           |
| Cryptothecia elongata              | Jagadeesh & G.P. Sinha               | 2016           |
| Cryptothecia eungellae             | G. Thor                              | 1997           |
| Cryptothecia evergladensis         | Seavey                               | 2009           |
| Cryptothecia exilis                | G. Thor                              | 1997           |
| Cryptothecia fabispora             | M. Cáceres, E.L. Lima & Aptroot      | 2013           |
| Cryptothecia farinosa              | Jagad. Ram, G.P. Sinha & Kr.P. Singh | 2009           |
| Cryptothecia fuscopunctata         | Seavey & J. Seavey                   | 2014           |
| Cryptothecia galapagoana           | Bungartz & Elix                      | 2013           |
| Cryptothecia inexspectata          | G. Thor                              | 1997           |
| Cryptothecia isidioxantha          | Aptroot & M. Cáceres                 | 2017           |
| Cryptothecia lichexanthonica       | E.L. Lima, Aptroot & M. Cáceres      | 2013           |
| Cryptothecia macrocephala          | M. Cáceres & Aptroot                 | 2013           |
| Cryptothecia methylmicrophyllinica | Aptroot & Spier                      | 2010           |
| Cryptothecia multipunctata         | Jagad. Ram, G.P. Sinha & Kr.P. Singh | 2009           |
| Cryptothecia odishensis            | R. Bajpai, S. Joseph & Upreti        | 2018           |
| Cryptothecia punctosorediata       | Sparrius                             | 2005           |
| Cryptothecia randallii             | Seavey & J. Seavey                   | 2017           |
| Cryptothecia rhizophora            | Aptroot & M. Cáceres                 | 2016           |
| Cryptothecia rosae-iselae          | Flakus & Kukwa                       | 2015           |
| Cryptothecia scripta               | G. Thor                              | 1997           |
| Cryptothecia stockerae             | G. Neuwirth & Aptroot                | 2016           |
| Cryptothecia submacrocephala       | Seavey & J. Seavey                   | 2017           |
| Cryptothecia submyriadella         | van den Boom                         | 2018           |
| Cryptothecia subnidulans           | Stirt.                               | 1876           |
| Cryptothecia superphyllinica       | Jagadeesh & G.P. Sinha               | 2016           |
| Cryptothecia verruculifera         | Jagad. Ram, G.P. Sinha & Kr.P. Singh | 2009           |